# Bahram Ahmadi
Pour les articles homonymes, voir Ahmadi (homonymie).
 (février 2022).
 (janvier 2022).
La mise en forme du texte ne suit pas les recommandations de Wikipédia : il faut le « wikifier ».
Les points d'amélioration suivants sont les cas les plus fréquents :
- Les titres sont pré-formatés par le logiciel. Ils ne sont ni en capitales, ni en gras.
- Le texte ne doit pas être écrit en capitales (les noms de famille non plus), ni en gras, ni en italique, ni en « petit »…
- Le gras n'est utilisé que pour surligner le titre de l'article dans l'introduction, une seule fois.
- L'italique est rarement utilisé : mots en langue étrangère, titres d'œuvres, noms de bateaux, etc.
- Les citations ne sont pas en italique mais en corps de texte normal. Elles sont entourées par des guillemets français : « et ».
- Les listes à puces sont à éviter, des paragraphes rédigés étant largement préférés. Les tableaux sont à réserver à la présentation de données structurées (résultats, etc.).
- Les appels de note de bas de page (petits chiffres en exposant, introduits par l'outil «  Source ») sont à placer entre la fin de phrase et le point final[comme ça].
- Les liens internes (vers d'autres articles de Wikipédia) sont à choisir avec parcimonie. Créez des liens vers des articles approfondissant le sujet. Les termes génériques sans rapport avec le sujet sont à éviter, ainsi que les répétitions de liens vers un même terme.
- Les liens externes sont à placer uniquement dans une section « Liens externes », à la fin de l'article. Ces liens sont à choisir avec parcimonie suivant les règles définies. Si un lien sert de source à l'article, son insertion dans le texte est à faire par les notes de bas de page.
- La présentation des références doit suivre les conventions bibliographiques. Il est recommandé d'utiliser les modèles {{Ouvrage}}, {{Chapitre}}, {{Article}}, {{Lien web}} et/ou {{Bibliographie}}. Le mode d'édition visuel peut mettre en forme automatiquement les références.
- Insérer une infobox (cadre d'informations à droite) n'est pas obligatoire pour parachever la mise en page.

Pour une aide détaillée, merci de consulter Aide:Wikification.
Si vous pensez que ces points ont été résolus, vous pouvez retirer ce bandeau et améliorer la mise en forme d'un autre article.
Bahram Ahmadi, (بهرام احمدی), né le 22 mai 1966 à Ispahan en Iran, est un artiste contemporain multimédia, peintre et professeur d'université iranien, auteur de plusieurs publications et d'expositions en France et en Iran.

## Biographie

### Formation
Élève de Javad Rostam Shirazi à l'école des Beaux-Arts d'Ispahan, où il étudie la peinture traditionnelle iranienne avec Houshang Jazizadeh, Akbar Masripour, Yesayi Shahijanian et Bahram Taheri, Bahram Ahmadi est titulaire d'un diplôme en peinture persane en 1986 et continue ses études à l'Université de Téhéran, à l'issue desquelles il est diplômé d'une licence en peinture en 1992,[réf. nécessaire] puis à l'Université Tarbiat Modarres (TMU) de Téhéran, où il obtient un master en recherche artistique en 1998.
En 2006, il bénéficie d'une bourse d'études qui lui permet de s'installer pour son doctorat en France, où il réside jusqu'en 2012. En 2007, il obtient un master en Histoire de l'Art Contemporain à l'université de Tours en entamant l'écriture d'une thèse intitulée « L'enseignement de la peinture en Iran, genèse d'une discipline universitaire » sous la direction d'Eric de Chassy, professeur d’histoire des arts contemporains, à l'université François-Rabelais de Tours. Eric de Chassy est l'auteur d'essais sur l'art des XXe et XXIe siècles, parmi lesquels "Après la fin : suspensions et reprises de la peinture dans les années 1960 et 1970", livre dont Bahram Ahmadi enseigne lors des cours d'art contemporain à l'université. En 2008, il expose son travail au salon des arts à l'Espace Malraux à Joué-lès-Tours et y remporte le prix de la peinture à l'aquarelle.[réf. nécessaire]
Diplômé d'un doctorat en histoire de l'art contemporain en 2011 à l'université d'Aix-en-Provence après la rédaction de sa thèse sur L'enseignement universitaire de la peinture en Iran : problèmes et influences, écrite sous la direction d'Yves Porter et publiée aux éditions Presses académiques francophones, Bahram Ahmadi réalise la même année une exposition au pavillon Charles X, à Saint-Cyr-sur-Loire.

### Carrière artistique
De retour en Iran, il enseigne l'histoire de l'art et la peinture à l'université de Yazd et publie de nombreux articles dans la Revue de Téhéran, magazine iranien en langue française.
En 2018, il publie Langage d'image et méthode de peinture (زبان تصویر و شیوه نقاشی) en Iran. Il expose au cours de l'année 2018 au pavillon Charles X une seconde fois. En 2021, il écrit en collaboration avec Sara Farahmand Drav l'ouvrage Kamal al-din Behzad’s Realism in The Battle of Camels, publié dans le Journal of Art and Civilization of the Orient 9. Il est l'auteur de l'article « Parcours d’une artiste iranienne :
Mansoureh Hosseini », devenu une source de l'article « Hosseini, Mansoureh » dans l’Encyclopædia Iranica.
Bahram Ahmadi est le secrétaire scientifique de la conférence nationale sur les méthodes de présentation dans les arts nouveaux Les ombres Bleu turquoise, qui s'est tenue à Yazd les 4 et 5 décembre 2019.
Par la suite, il travaille sur des tissus traditionnels à rayures noires et blanches de Yazd, utilisés pour la nappe à pain, en employant de la peinture acrylique sur des dimensions d'un mètre sur deux. Bahram Ahmadi fait un travail conceptuel en les utilisant et selon lui, le tissu doit être considéré dans la culture traditionnelle avec sa fonction. Les lignes noires et blanches des tissus traditionnels de Yazd sont également intégrées dans l’ensemble pour créer une atmosphère nostalgique et contribuer à la création de l’espace.  Les œuvres de Bahram Ahmadi sont disposées en rideaux et en parties (deux rideaux), formant un diptyque. Un diptyque est une œuvre d'art (de peinture ou de sculpture ou de...) composée de deux parties, fixes ou mobiles, et dont les sujets se regardent et se complètent l'un et l'autre. De manière générale, le terme diptyque est employé pour deux œuvres d'art qui se suivent ou forment un tout cohérent. Sur la base de ces explications, Bahram Ahmadi l'a utilisé en s'intéressant aux caractéristiques de simultanéités dans la  peinture persane. Selon Bahram Ahmadi, ces caractéristiques ont introduit le concept d'espace-temps dans une œuvre en plusieurs parties (deux scènes). L’interaction du spectateur est également importante dans des projets. En effet, lorsque les deux rideaux sont suspendus, le rideau supérieur recouvre partiellement le rideau inférieur, créant une interaction dynamique entre les deux et invitant le spectateur à découvrir l’œuvre dans son ensemble. Cette interaction entre l’œuvre et le spectateur est une caractéristique de l’art contemporain que Bahram Ahmadi a souhaité intégrer à ses travaux.[réf. nécessaire]
Les thèmes de la peinture persane sont pour la plupart liés à la poésie et à la mythologie persanes. La peinture classique persane, au sens académique, est un phénomène limité à une période de deux siècles et demi. L’époque classique commença peu après le milieu du XIVe siècle, à la fin des Ilkhanides, et dura jusqu’au milieu du XVIIe siècle.La deuxième moitié du XIVe siècle a été choisie comme début de l’époque classique, d’après le document théorique de Doust Mohammad et les œuvres qui nous sont parvenues. Doust Mohammad, chroniqueur des arts sous Shâh Tahmâsb (1524-1576), décrit cette période comme celle de l’invention de la peinture persane qu’il associe avec le travail d’Abou Saïd et le talent qu’il décèle chez un certain Ahmad Moussâ. Il écrit à ce propos : « Ahmad Moussâ […] a retiré le voile du visage de la peinture et a inventé le type de peinture qui est en cours à l’heure actuelle. »
En tant qu'artiste contemporain dans le domaine des arts visuels, Bahram essaie de prêter attention à la fois aux règles de la peinture classique persane et aux normes de l'art contemporain.[réf. nécessaire]

### Vie privée
Bahram Ahmadi a deux filles, Negard et Samaneh Ahmadi.

## Œuvres
- Le cri de la naissance (partie 1), Acrylique sur tissu traditionnel de Yazd, 85 x 170 cm
- Duel Ange', créé en 2021, Monoprint (hand print), 50 x 70 cm.

Galerie
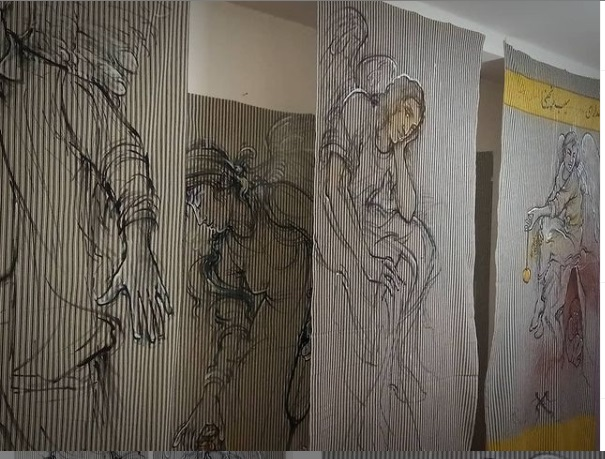
Sans titre
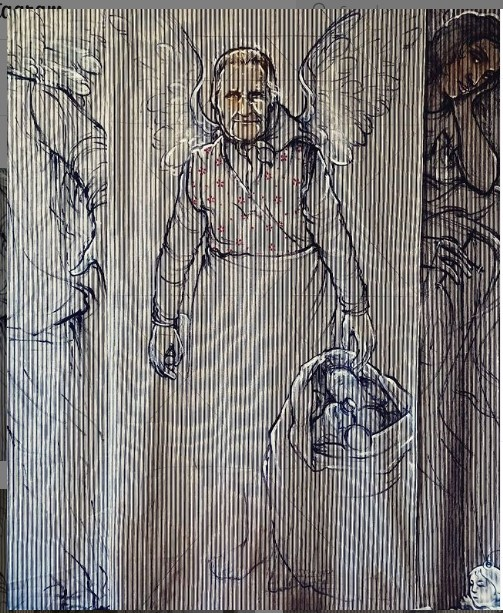
Sans Titre
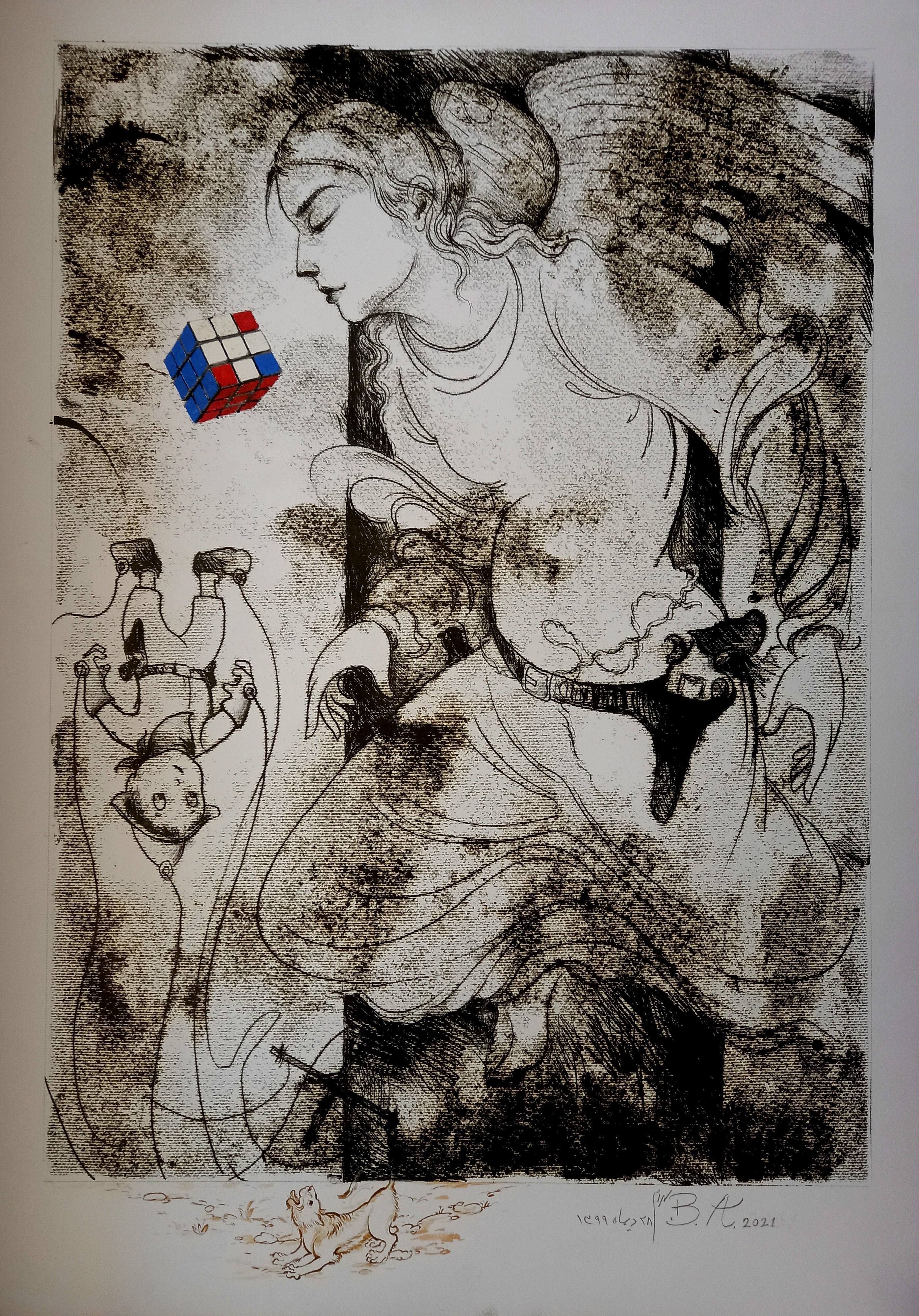
Duel d'anges
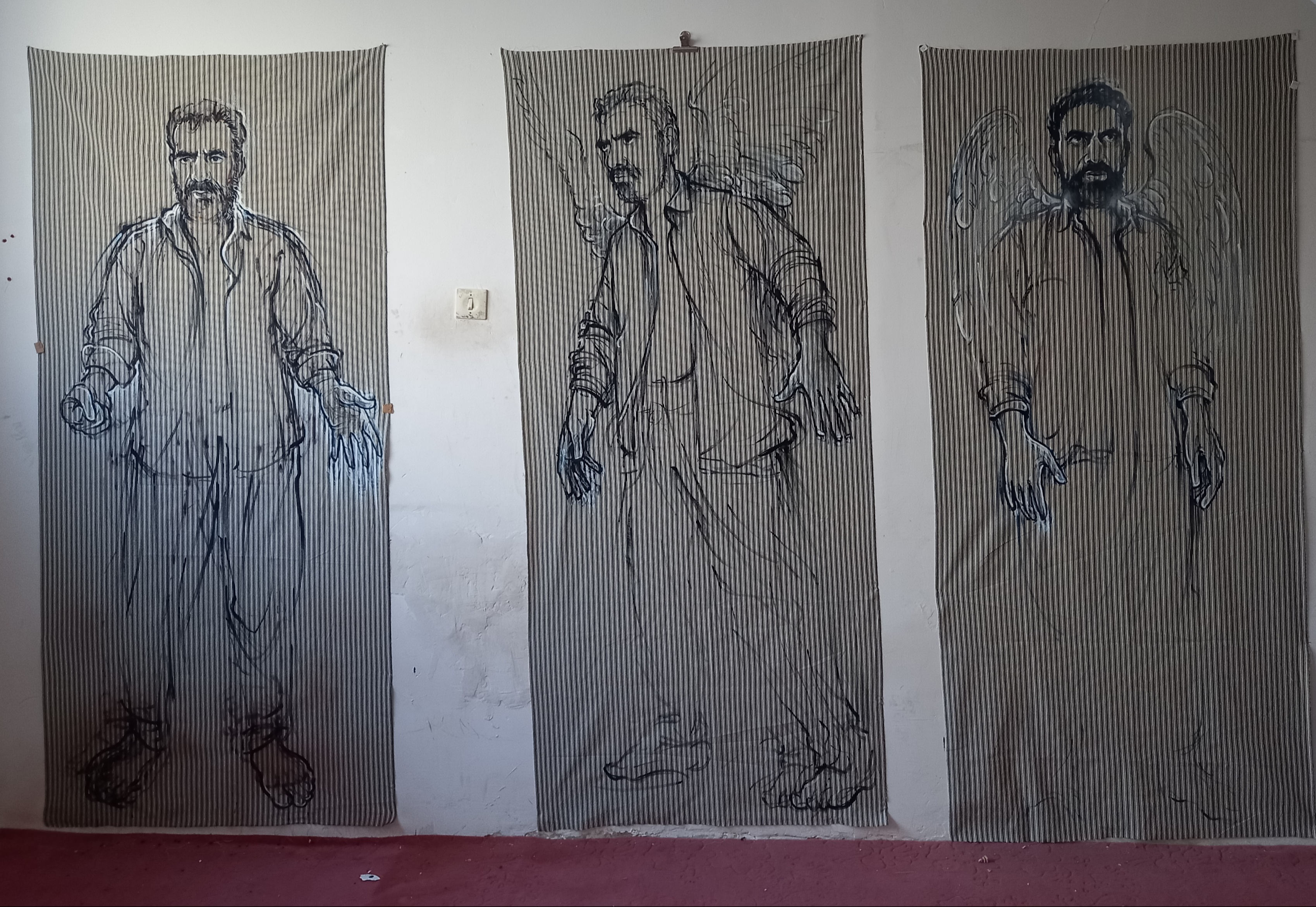
Triple autoportrait
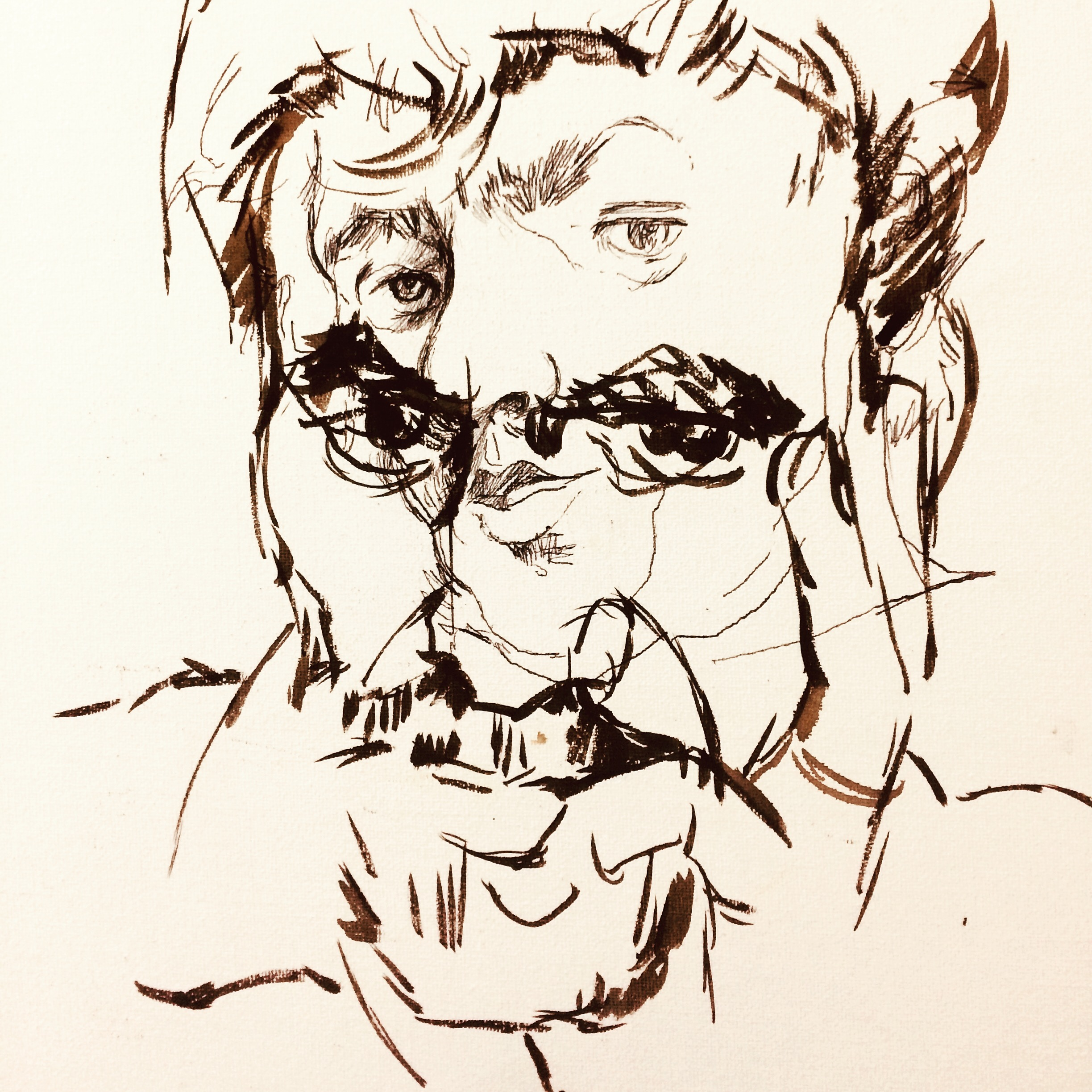
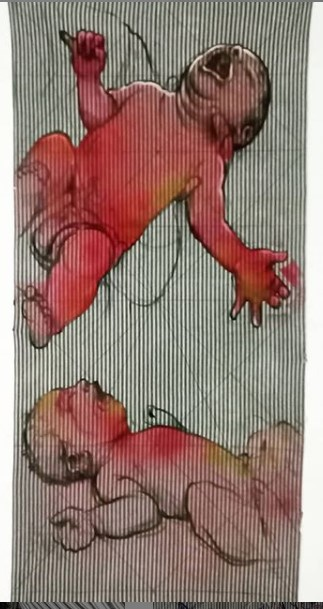
Le cri de la naissance